# Dauner Viadukt

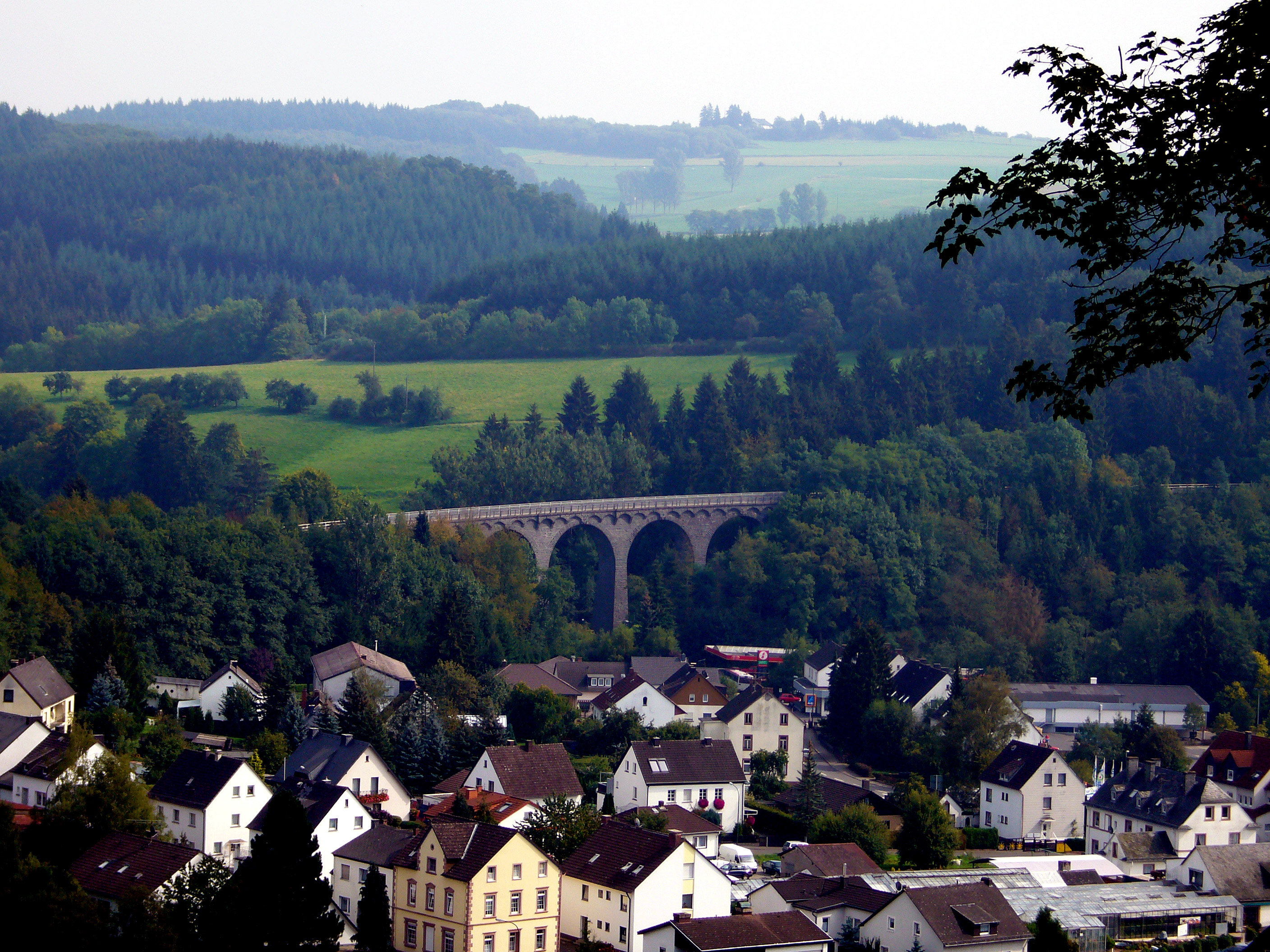
Blick auf den Dauner Viadukt mit Daun im Vordergrund

Der Dauner Viadukt ist eine ehemalige Eisenbahnbrücke der Bahnstrecke Wengerohr–Daun bei Daun. Heute führt über den Viadukt der Maare-Mosel-Radweg. Von der Brücke bietet sich ein reizvoller Blick auf die Stadt Daun.

## Geschichte
Der Dauner Viadukt wurde zwischen 1907 und 1909 beim Bau der Bahnstrecke Wengerohr-Daun errichtet. 1981 wurde der Personenverkehr eingestellt, 1988 erfolgte mit der Einstellung des Güterverkehrs die Stilllegung der Strecke. Bereits 1990 waren die Gleise entfernt. Im August 2000 wurde auf der ehemaligen Bahnstrecke schließlich ein Radweg eröffnet.
Seit 1986 gibt es ein Modellbahnmuseum von den Eisenbahnen in Daun, das den Bahnhof und den Viadukt zeigt.

## Konstruktion

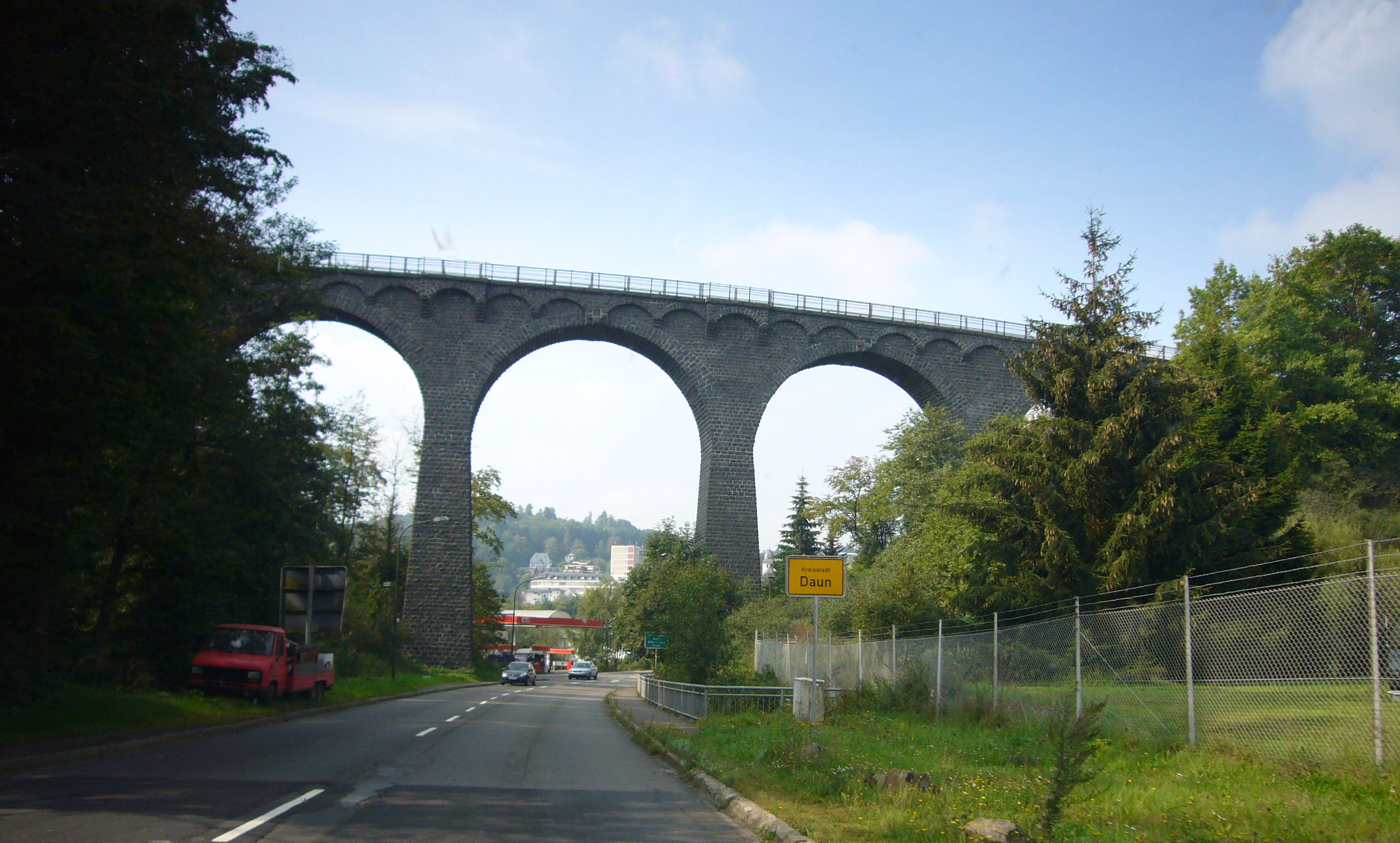
Dauner Viadukt

Bei der Brücke handelt es sich um eine Bogenbrücke aus Stein mit fünf Bögen. Auf einer Länge von 103 Metern überquert der Viadukt die Bundesstraße 257. Die Höhe beträgt 30 Meter.  Die Spannweite der Bögen beträgt 16 Meter. Die Bauarbeiten für das eingleisige Eisenbahnviadukt führte die Firma Hochtief aus, die Baukosten machten 141.000 Mark aus.